# سوزان دمتی
سوزان دِمتی (انگلیسی: Susan DeMattei؛ زادهٔ ۱۵ اکتبر ۱۹۶۲) دوچرخه‌سوار اهل ایالات متحده آمریکا است.
وی در مسابقات کشوری و بین‌المللی در مجموع برندهٔ ۱ مدال برنز شده‌است.